# La Course by Le Tour de France 2021
La Course by Le Tour de France 2021, ottava edizione della corsa, valevole come decima prova dell'UCI Women's World Tour 2021 categoria 1.WWT, si svolse il 26 giugno 2021 su un percorso di 107,4 km, con partenza da Brest e arrivo a Landerneau, in Francia. La vittoria fu appannaggio dell'olandese Demi Vollering, la quale completò il percorso in 2h50'29", alla media di 37,798 km/h, precedendo la danese Cecilie Uttrup Ludwig e la connazionale Marianne Vos.
Sul traguardo di Landerneau 102 cicliste, su 127 partite da Brest, portarono a termine la competizione.

## Squadre e corridori partecipanti
| N.      | Cod. | Squadra                |
| ------- | ---- | ---------------------- |
| 1-6     | TFS  | Trek-Segafredo         |
| 11-16   | JVW  | Jumbo-Visma Women Team |
| 21-26   | SDW  | Team SD Worx           |
| 31-36   | CSR  | Canyon-SRAM Racing     |
| 41-45   | BEX  | Team BikeExchange      |
| 51-56   | FDJ  | FDJ Nouvelle-Aquitaine |
| 61-66   | DSM  | Team DSM               |
| 71-76   | LIV  | Liv Racing             |
| 81-86   | ALE  | Alé BTC Ljubljana      |
| 91-95   | MOV  | Movistar Team Women    |
| 101-105 | TIB  | Team Tibco-SVB         |

| N.      | Cod. | Squadra                   |
| ------- | ---- | ------------------------- |
| 111-116 | MNX  | A.R. Monex Women's        |
| 121-125 | BDU  | Bizkaia Durango           |
| 131-136 | ARK  | Arkéa Pro Cycling Team    |
| 141-146 | RLW  | Rally Cycling Women       |
| 151-156 | DRP  | Drops-Le Col s/b TEMPUR.  |
| 161-165 | WNT  | Ceratizit-WNT Pro Cycling |
| 171-176 | PHV  | Parkhotel Valkenburg      |
| 181-186 | VAL  | Valcar-Travel & Service   |
| 191-196 | MAT  | Massi-Tactic Women Team   |
| 201-205 | SRC  | Stade Rochelais Charente  |
| 211-216 | TOP  | Top Girls Fassa Bortolo   |

## Ordine d'arrivo (Top 10)
| Pos. | Corridore             | Squadra      | Tempo    |
| ---- | --------------------- | ------------ | -------- |
| 1    | Demi Vollering        | SD Worx      | 2h50'29" |
| 2    | Cecilie Uttrup Ludwig | FDJ          | s.t.     |
| 3    | Marianne Vos          | Jumbo        | s.t.     |
| 4    | Anna v. d. Breggen    | SD Worx      | s.t.     |
| 5    | Grace Brown           | BikeExchange | s.t.     |
| 6    | Kat. Niewiadoma       | Canyon       | s.t.     |
| 7    | Soraya Paladin        | Liv          | s.t.     |
| 8    | Liane Lippert         | DSM          | s.t.     |
| 9    | Elizabeth Deignan     | Trek         | a 4"     |
| 10   | Sofia Bertizzolo      | Liv          | s.t.     |